# Thomas Hunt Morgan
Thomas Hunt Morgan hay phiên âm tiếng Việt là Moocgan (1866-1945) là nhà di truyền học người Mỹ, thường được nhắc đến do các khám phá về vai trò của nhiễm sắc thể trong quá trình di truyền của sinh vật, về sự phân bố các gen (thời đó gọi là "nhân tố Menđen") thành dãy lô-cut trên nhiễm sắc thể và đóng vai trò hoàn thiện học thuyết di truyền nhiễm sắc thể. Ông được trao Giải Nobel Sinh lý và Y học vào năm 1933.

## Tiểu sử
Thomas Hunt Morgan tốt nghiệp đại học University of Kentucky vào loại xuất sắc khi mới có 20 tuổi (năm 1886). Năm 24 tuổi (1890), Morgan được nhận bằng tiến sĩ tại Johns Hopkins University, và năm sau đã được phong phó giáo sư (Associate Professor). Ông là một nhà phôi học, giảng dạy tại trường Đại học Columbia. Ông quyết định nghiên cứu di truyền học, khi đó ngành khoa học này còn non trẻ.
Lúc đầu, Morgan không tán thành các quy luật di truyền mà Gregor Mendel đã xây dựng và thuyết di truyền nhiễm sắc thể. Ông dự trù kinh phí xin tiến hành thí nghiệm lai ở thỏ, nhưng không được chấp nhận vì kinh phí quá lớn. Sau đó, ông đã chọn được một đối tượng độc đáo và thuận lợi cho nghiên cứu là ruồi giấm. Phòng thí nghiệm của Morgan về sau được gọi là "phòng thí nghiệm ruồi". Tham gia nghiên cứu cùng ông có ba học trò Alfred Sturtevant, Hermann Muller và Calvin Bridges. Nhóm nghiên cứu này đã chứng minh các nhân tố di truyền của Mendel nằm trên nhiễm sắc thể và hoàn chỉnh thuyết di truyền nhiễm sắc thể. Thuyết di truyền nhiễm sắc thể xác nhận tính đúng đắn của thuyết di truyền về gene (nhân tố di truyền), cho thấy các gene phân bố theo chiều dọc nhiễm sắc thể tạo thành nhóm liên kết.

## Các thí nghiệm trên ruồi giấm

### Liên kếtgene
Khi cho lai ruồi cái có tính trạng trội (thân xám, cánh dài) với ruồi đực có tính trạng lặn (thân đen, cánh cụt), Thomas Hunt Morgan đã thu được toàn bộ ở đời con thứ nhất thân xám cánh dài. Lai tiếp ở đời này thụ tinh với nhau (lần này con đực là thân xám cánh dài), Morgan thu được kết quả là 2 kiểu hình thân xám, cánh dài và thân đen, cánh cụt với tỉ lệ 1:1. Ông đã giải thích rằng các gene cùng trên một nhiễm sắc thể đã di truyền cùng nhau. Hiện tượng đó được gọi là liên kết gene.

### Hoán vịgene
Tiếp tục thí nghiệm trên ruồi giấm với giống cái có tính trạng trội và giống đực có tính trạng lặn, Morgan thu được ở đời con thứ nhất kết quả như trên. Tiếp theo, ông cho đảo ngược vị trí của các đời con thứ nhất và lai, tức là ông cho con cái tiếp tục là thân xám cánh dài và con đực là thân đen, cánh cụt (khác với thí nghiệm trên), ông thu được tỉ lệ kiểu hình là 41% thân xám; 41% thân đen, cánh cụt; 9% thân xám, cánh cụt; 9% thân đen, cánh dài. Để giải thích vấn đề, Morgan đã cho rằng các gene quy định màu thân và hình dạng cánh đều nằm trên một nhiễm sắc thể. Do vậy, trong quá trình giảm phân, chúng thường đi cùng nhau (giống như liên kết gene). Vì vậy, đời con có kiểu hình phần lớn giống bố hoặc giống mẹ. Tuy nhiên, trong quá trình giảm phân hình thành giao tử cái, ở một số tế bào, khi các nhiễm sắc thể tương đồng tiếp hợp với nhau, chúng có sự trao đổi đoạn nhiễm sắc thể (được gọi là trao đổi chéo). Kết quả là các gene có thể đổi vị trí cho nhau, từ đó các tổ hợp gene mới xuất hiện. Đó chính là hiện tượng hoán vị gene.

### Di truyền với gene nằm trên nhiễm sắc thể X không alen trên Y
Trong khi làm thí nghiệm ở ruồi giấm, Morgan tình cờ phát hiện thấy một số ruồi đực mắt trắng. Ông đã làm 1 thí nghiệm sau:
| Phép lai thuận                                                        | Phép lai nghịch                                                                              |
| --------------------------------------------------------------------- | -------------------------------------------------------------------------------------------- |
| Pt/c: Ruồi cái mắt đỏ × Ruồi đực mắt trắng                            | Pt/c: Ruồi cái mắt trắng × Ruồi đực mắt đỏ                                                   |
| F1: 100% ruồi mắt đỏ                                                  | F1: 100% ruồi cái mắt đỏ, 100% ruồi đực mắt trắng                                            |
| F2: 100% ruồi cái mắt đỏ, 50% ruồi đực mắt đỏ, 50% ruồi đực mắt trắng | F2: 50% ruồi cái mắt đỏ, 50% ruồi cái mắt trắng, 50% ruồi đực mắt trắng, 50% ruồi đực mắt đỏ |

Morgan giải thích rằng: gene quy định màu mắt chỉ có trên nhiễm sắc thể X mà không có trên nhiễm sắc thể Y. Vì vậy, cá thể có kiểu gene XY (con đực), chỉ cần 1 alen lặn trên X đã biểu hiện ra kiểu hình.

## Vinh danh
Do những cống hiến cho khoa học, Morgan được nhận Giải Nobel vào năm 1933. Tên tuổi của ông đi liền với tên tuổi của Mendel, những người mở đầu cho di truyền học.
Tên của Morgan được đặt cho đơn vị đo khoảng cách tương đối giữa các gene dựa trên tần số hoán vị gene. 1% hoán vị gene tương ứng với 1 cM (đọc là centimorgan).